# 大河古城
大河古城又称大河唐城是哈密地区规模最大、保存最完好的一处唐代古城遗址。疑似甘露川遗址。

## 地理信息
大河唐城位于巴里坤大河乡东头渠村东部，距县城15.5公里，海拨1644米。地处巴里坤盆地底部中心区，地势平坦。。

## 历史记载
根据古书记载，
 . 维基文库. 伊吾军，在伊州西北三百里甘露川，管兵三千人，马三百疋。
 . 维基文库. 伊州西北三百里甘露川。景龙四年置。管兵三千人，马三百匹。在理所东南五百里。
等，甘露川与现在大河唐城所在地地理位置相差无几。

不过旧唐书有关甘露川地点的记载有矛盾：
 . 维基文库. 伊吾军开元中置，在伊州西北五百里甘露川，管镇兵三千人，马三百匹，在北庭府东南七百里。

不过在其他古书中多以伊州西北三百里为准，后人也多以此为准，如： . 维基文库. 伊吾军在伊州西北三百里甘露川，兵三千人。骑，奇骑也。
 . 维基文库. 西北三百里甘露川有伊吾軍，景龍四年置。

## 主要遗迹

### 西城
城门设置在西侧城墙的中部偏北处，可知该城坐东向西。西城四周城墙保存较好，四角各有一角台，其中西北角角台保存较好，其余3 个角台保存较差；西面城墙上等距离分布有 3 个马面；东面城墙上分布有 3 个马面；南面城墙上疑似有 1 个马面；北面城墙上等距离分布有 2 个马面。城内圈东西长为 170米、南北长为 190 米；城外圈东西长 192.5米、南北长 215 米。

### 东城
东城城址平面呈南北向长方形，保存相对较差，城墙较低矮，但较规整，而且顶部平坦呈连续状。东城内圈南北长 222.5米、东西宽 186 米。东城与西城毗邻，其西城墙即西城的东墙。从西城东墙的马面位于东城之内的情况来看，东城的修建年代要晚于西城，具体下限年代不明	。

## 文物
主要为陶器和铜器，铁器较少，有铜镜、护身铜佛、钱币、铜棒等，建筑材料有灰色的莲花铺地砖和莲纹瓦当，均为典型的唐代遗物。